# Бартолович, Младен
Мла́ден Барто́лович (босн. Mladen Bartolović; 10 апреля 1977, Завидовичи) — боснийский футболист, нападающий, тренер.

## Биография
В детстве Бартолович несмотря на невысокий рост (169 см) увлекался баскетболом, но в Боснии и Герцеговине с началом войны для серьёзных занятий этим видом спорта возможностей не было, поэтому в шестнадцать Младен переключился на футбол. Он начинал играть в родном городе Завидовичи, потом играл за команды из Чаплины и Любушек. В семнадцать лет Бартолович переехал в Хорватию и вскоре стал игроком клуба «Сегеста», где начинал свою профессиональную карьеру под руководством известного тренера Златко Кранчара. Свой первый гол в Младен забил в ворота «Цибалии».
В 1998 года «Цибалия» приобрела молодого боснийца, который стал одним из лучших игроков в истории клуба. В общей сложности за этот клуб он сыграл 255 матчей и забил 58 голов. Бартолович является лучшим бомбардиром «Цибалии» в Первой лиге Хорватии и занимает третье место по количеству проведённых за команду матчей.
За национальную сборную Боснии и Герцеговины Бартолович сыграл 17 матчей, голов не забивал.
После завершения игровой карьеры Бартолович стал тренером, работал в «Цибалии» с юношеской командой, а также был помощником главного тренера Дамира Милиновича. Летом 2016 года он был назначен главным тренером клуба «Бедем» из Иванково, который выступал в третьей лиге Хорватии. В марте 2017 года Бартолович возглавил «Цибалию», которая на тот момент занимала последнее место в чемпионате Хорватии. В итоге ему удалось удержать команду от вылета из Первой лиги. 18 марта 2018 года Барлотович был уволен с должности главного тренера после поражения его команды от «Риеки» со счётом 1:5. Он остался в клубе, заняв должность главного скаута и одного из руководителей футбольной школы.

## Матчи за сборную
| №  | Дата            | Оппонент            | Счёт | Голы | Соревнование             |
| -- | --------------- | ------------------- | ---- | ---- | ------------------------ |
| 1  | 7 июня 2003     | Румыния             | 0:2  | —    | Отборочные матчи ЧЕ-2004 |
| 2  | 4 июня 2005     | Сан-Марино          | 3:1  | —    | Отборочные матчи ЧМ-2006 |
| 3  | 3 сентября 2005 | Бельгия             | 1:0  | —    | Отборочные матчи ЧМ-2006 |
| 4  | 7 сентября 2005 | Литва               | 1:0  | —    | Отборочные матчи ЧМ-2006 |
| 5  | 8 октября 2005  | Сан-Марино          | 3:0  | —    | Отборочные матчи ЧМ-2006 |
| 6  | 12 октября 2005 | Сербия и Черногория | 0:1  | —    | Отборочные матчи ЧМ-2006 |
| 7  | 28 февраля 2006 | Япония              | 2:2  | —    | Товарищеский матч        |
| 8  | 26 мая 2006     | Республика Корея    | 0:2  | —    | Товарищеский матч        |
| 9  | 31 мая 2006     | Иран                | 2:5  | —    | Товарищеский матч        |
| 10 | 18 августа 2006 | Франция             | 1:2  | —    | Товарищеский матч        |
| 11 | 2 сентября 2006 | Мальта              | 5:2  | —    | Отборочные матчи ЧЕ-2008 |
| 12 | 6 сентября 2006 | Венгрия             | 1:3  | —    | Отборочные матчи ЧЕ-2008 |
| 13 | 7 октября 2006  | Молдова             | 2:2  | —    | Отборочные матчи ЧЕ-2008 |
| 14 | 11 октября 2006 | Греция              | 0:4  | —    | Отборочные матчи ЧЕ-2008 |
| 15 | 6 июня 2007     | Мальта              | 1:0  | —    | Отборочные матчи ЧЕ-2008 |
| 16 | 22 августа 2007 | Хорватия            | 3:5  | —    | Товарищеский матч        |
| 17 | 19 ноября 2008  | Словения            | 4:3  | —    | Товарищеский матч        |

Итого: сыграно матчей: 17 / забито голов: 0; победы: 7, ничьи: 2, поражения: 8.